# Die brennende Stadt
Die brennende Stadt ist ein Roman Wolfgang Hohlbeins aus dem Jahr 1983 und stellt den ersten Teil der von Hohlbein und seinem Freund Dieter Winkler geschaffenen Fantasy-Reihe Enwor dar. Es handelt sich um den ersten von drei Teilen, die als Stein der Macht einen eigenen Zyklus innerhalb der Reihe bilden.

## Handlung
Nach ihrer Rückkehr aus der Nonakesh-Wüste ist es für die beiden Krieger Skar und Del bereits zu spät, sich noch dem Feldzug gegen die Quorrl anzuschließen. Sie kehren daher zurück in die Stadt Ikne, wo es allerdings weniger gut für sie läuft. Mittellos, wie sie sind, lassen sie sich darauf ein, sich an einem Wettkampf in der Arena der Stadt zu beteiligen. Auf ihren Sieg wurden hohe Geldsummen gesetzt.
Am frühen Morgen vor dem Kampf zieht Skar durch die Stadt um zu sehen, wo Del verblieben ist. Da er vermutet, dass sein Freund die Nacht in einem Freudenhaus verbringt, macht er sich auf den Weg zu einer Kneipe, welche die ganze Nacht hindurch geöffnet hat. Während er sich mit dem Wirt unterhält, bemerkt Skar, dass eine ihm auffällig erscheinende Frau unter den wenigen Gästen ist, die ihn offenbar beobachtet. Als er schließlich die Kneipe wieder verlässt, spricht diese ihn an. Ihr Name sei Gowenna und sie komme im Auftrag von jemandem, der ihm und Del ein Angebot zu machen habe.
Skar willigt ein und folgt Gowenna, die ihn zu seiner großen Überraschung zu Vela, einer Errish, einer ehrwürdigen Frau, führt, die hohes gesellschaftliches Ansehen sowie großen politischen Einfluss besitzen. Vela weiß, dass die Lage der beiden Krieger derzeit nicht die Beste ist und unterbreitet Skar ein Angebot: Sie sollen sich einer kleinen Gruppe anschließen, die sich auf den Weg in die legendäre Stadt Combat machen sollen. Diese Stadt wurde einst, so heißt es, vom Atem der Götter vernichtet und brennt seitdem fortwährend. In Combat befindet sich ein Stein, der sogenannte Stein der Macht, den Vela geborgen haben will. Skar erbittet sich Bedenkzeit, steht der Sache allerdings recht ablehnend gegenüber.
Kurz vor dem Kampf in der Arena erscheint Gowenna nochmals und will wissen, wie sich die beiden entschieden haben. Skar lehnt für sie beide ab, obwohl er dem inzwischen wieder aufgetauchten Del kein Wort davon erzählt hat. Als sie die Arena betreten, glauben sie, es mit zwei ihnen deutlich unterlegenen Gegnern aus Kohon zu tun zu haben. Während des Kampfes bemerken sie jedoch, dass etwas mit ihren Gegnern nicht stimmt: Es handelt sich nicht um Kohoner, sondern um Sumpfleute, die gefährliche Gegner darstellen. Hinzu kommt, dass sowohl Skar als auch Del plötzlich nicht mehr in der Lage sind, sich mental auf den Kampf einzustellen, als würden sie von irgendetwas blockiert werden. Der Kampf wird zum Desaster, Skar verliert schließlich nach einigen Verletzungen das Bewusstsein.
Als er wieder zu sich kommt, werden sie von der Stadtwache verhaftet, da man ihnen unterstellt, lediglich einen Scheinkampf aufgeführt und das Volk von Ikne betrogen zu haben. Dass die Gegner keine gewöhnlichen Kohoner, sondern in Wirklichkeit Sumpfleute waren, ist keinem der zahlreichen Zuschauer aufgefallen. Als Del fordert, dass man ihnen die Gegner vorführen solle, müssen sie feststellen, dass es sich tatsächlich nur um zwei Kohoner handelt, die auch sichtliche Wunden vom Kampf tragen. Zu ihrer eigenen Sicherheit sollen Skar und Del daher an einen anderen Ort gebracht werden. Unterwegs werden sie jedoch angegriffen. Im Zuge der Kämpfe werden die beiden Krieger voneinander getrennt. Skar wird schließlich von einer Gruppe von Velas Leuten in Sicherheit gebracht. Ihm bleibt nichts anderes übrig, als sich der Expedition nach Combat anzuschließen, da Vela ihm ein Gift verabreicht hat, durch das er ohne Gegenmittel nur noch wenige Wochen zu leben hat – gerade genug Zeit, um den Stein aus Combat zu holen. Zudem hält die Errish Del als Geisel gefangen. Skar willigt gezwungenermaßen ein, obwohl es gegen die Weltanschauung der Satai spricht. Eigentlich will Skar damit Del retten, redet sich aber ein, dass es unverantwortlich sei, jemandem wie Vela den Stein zu überlassen. Er beschließt, ihr den Stein nicht auszuhändigen, sobald er ihn in den Händen hält.
Nach einer anstrengenden Reise gelingt es ihnen schließlich, in die brennende Stadt vorzudringen, indem sie eine Salbe benutzen, die sie für einige Zeit vor der glühenden Hitze schützt. Sie begeben sich in den Tempel, das zentrale Bauwerk Combats und finden dort schließlich auch den Stein. Einer der Begleiter nimmt ihn in die Hand, stirbt durch diesen jedoch. Als Skar sich schließlich dazu entschließt, den Stein an sich zu nehmen, geschieht hingegen nichts. Sie begeben sich wieder aus der Stadt heraus, müssen jedoch zu ihrer Überraschung feststellen, dass der Teilnehmer, den sie mit den Pferden zurückgelassen haben, nicht mehr dort ist und nur ein paar Wasservorräte zurückgelassen wurden. Sie beschließen daher, auch wenn es weniger aussichtsreich erscheint, zu Fuß den Rückweg über die Berge anzutreten. Sie bemerken, dass sich in der Ferne mehrere Reiter befinden, die sich ihnen nähern. Als diese näherkommen, kann Skar erkennen, dass es sich um zehn Krieger handelt, deren Anführer ein Satai ist, da er ein Tschekal bei sich trägt. Skar erfährt, dass diese ihnen bereits seit dem Beginn ihrer Reise auf den Fersen sind und dafür Sorge tragen sollen, dass der Stein auch sicher bei Vela ankommt: Man ging nicht davon aus, dass Skar den Stein freiwillig herausgegeben würde, daher sollte er von der Gruppe nach dem Verlassen der Stadt getötet werden, was jedoch Gowenna unterbunden hatte.
Die Krieger holen sie ein und es kommt zum Kampf, wobei der fremden Satai einen Zweikampf mit Skar ausficht. Dieser erhält von dem Fremden sogar das Tschekal zurück, das man ihm damals in Ikne abgenommen hatte. Sein Gegenüber ist jünger, gut ausgebildet und zudem ausgeruht, dem abgeschlagenen Skar damit sichtlich überlegen. Skar gewinnt den Kampf schließlich nur, weil sein sogenannter „dunkler Bruder“ – etwas, das seit dem Abenteuer in der Nonakesh-Wüste in ihm schlummert – die Kontrolle übernimmt. Vela selbst erscheint daraufhin auf einem Staubdrachen und lässt Skar den Stein wegnehmen. Bevor sie verschwindet, haucht der Drache noch seinen giftigen Atem in ihre Richtung, wodurch Gowenna eine Gesichtshälfte verätzt wird. Gowenna ist am Boden zerstört, dass Vela nicht nur Skar, sondern auch sie verraten hat, und schwört nun, dass sie Vela suchen und töten will.

## Illustration
Die verschiedenen Ausgaben des Romans beim Goldmann Verlag enthalten jeweils andere Coverillustrationen. Die Ausgabe der Sammler-Edition von Weltbild zeigt auf dem Cover eine Ansicht zweier kämpfender Krieger vor dem Hintergrund einer brennenden Stadt.
Dem Roman ist, wie schon in seinem Vorgänger Der wandernde Wald, eine Karte abgedruckt, die diesmal den Südosten Enwor zeigt und auch die Schauplätze aus dem ersten Band, nämlich die Nonakesh-Wüste sowie den Wald Cearn, enthält.

## Ausgaben
- Wolfgang Hohlbein: Enwor 2. Die brennende Stadt. (= Weltbild Sammler-Editionen). Weltbild, Augsburg o. J.